# Forteresse de Kalinovik
La forteresse de Kalinovik se trouve en Bosnie-Herzégovine, sur le territoire du village de Gradina et dans la municipalité de Kalinovik. Elle est inscrite sur la liste provisoire des monuments nationaux de Bosnie-Herzégovine.
La forteresse est également connue sous le nom de forteresse de Gradina.

## Localisation

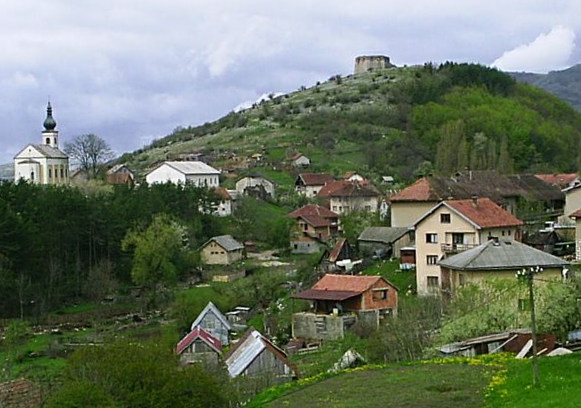
Vue de la forteresse dans son environnement

## Description

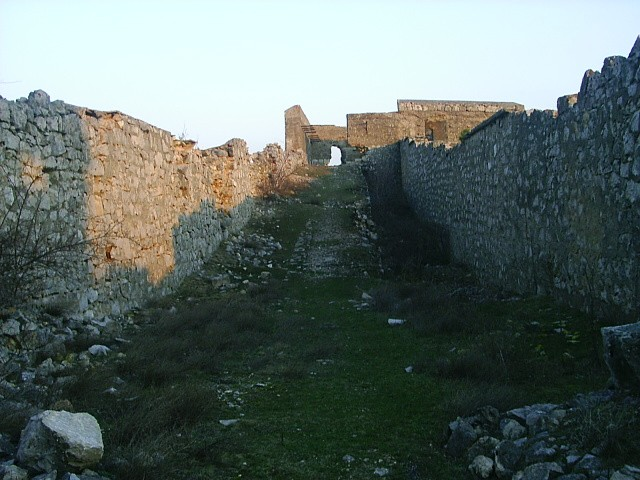
L'intérieur de la forteresse